# Wojciech Arkuszewski
Wojciech Arkuszewski (* 31. Oktober 1948 in Breslau) ist ein polnischer Politiker (Solidarność, UD, UW, SKL, AWS, PO) sowie in den Jahren von 1991 bis 2001 Abgeordneter des Sejm in der I., II. und III. Wahlperiode.

## Leben und Beruf
Wojciech Arkuszewski stammt väterlicherseits aus einer Familie der adligen Wappengemeinschaft Jastrzębiec, während die Familie seiner Mutter der Wappengemeinschaft Gozdawa angehörte. Er schloss 1971 sein Physikstudium an der Universität Warschau ab. Anschließend arbeitete er bis 1976 an der Astronomischen Fakultät der Polnischen Akademie der Wissenschaften. Er gehört dem Klub der katholischen Intelligenz an. Ab 1989 war er Redakteur der Wochenzeitung Tygodnik Solidarność. Von 2006 bis 2015 war er Aufsichtsratsmitglied von Polskie Górnictwo Naftowe i Gazownictwo. Anschließend wurde er Aufsichtsratsmitglied beim Unternehmen Operator Gazociągów Przesyłowych Gaz-System. Zeitweise war er dort stellvertretender Aufsichtsratsvorsitzender.

## Politik
Arkuszewski engagierte sich in der demokratischen Opposition gegen das kommunistische Regime in Polen, unter anderem in der unabhängigen Gewerkschaft Solidarność. Bei der ersten vollständig freien Parlamentswahl 1991 wurde er auf der Liste des Wahlkomitees der Solidarność erstmals in den Sejm gewählt. Kurz vor der Parlamentswahl 1993 trat er der Unia Demokratyczna (UD) bei und wurde für diese erneut gewählt. Durch die Fusion der UD mit dem Kongres Liberalno-Demokratyczny wurde er Mitglied der daraus entstehenden Unia Wolności (UW). 1997 schloss er sich der Stronnictwo Konserwatywno-Ludowe (SKL) an, deren Generalsekretär er von 2000 bis 2002 war. Bei der Wahl 1997 wurde er auf der Liste des Wahlbündnisses Akcja Wyborcza Solidarność (AWS), an dem sich die SKL beteiligt hatte, wiederum in das Parlament gewählt. Nachdem die AWS die Wahl gewonnen hatte, fungierte er in der Regierung von Jerzy Buzek als Staatssekretär in der Kanzlei des Ministerpräsidenten. 2001 schied er aus dem Sejm aus. Später trat er der Platforma Obywatelska bei und gehörte mit Jan Rokita zu den Autoren des Wahlprogramms der Partei für die Parlamentswahl 2005.

## Ehrungen
2006 wurde ihm das Komturkreuz des Ordens Polonia Restituta verliehen.